# (3872) Akirafujii
(3872) Akirafujii est un astéroïde de la ceinture principale.

## Description
(3872) Akirafujii est un astéroïde de la ceinture principale. Il fut découvert le 12 janvier 1983 à la station Anderson Mesa par Brian A. Skiff. Il présente une orbite caractérisée par un demi-grand axe de 2,66 UA, une excentricité de 0,20 et une inclinaison de 13,0° par rapport à l'écliptique.

## Compléments